# Eben Pomeroy Colton

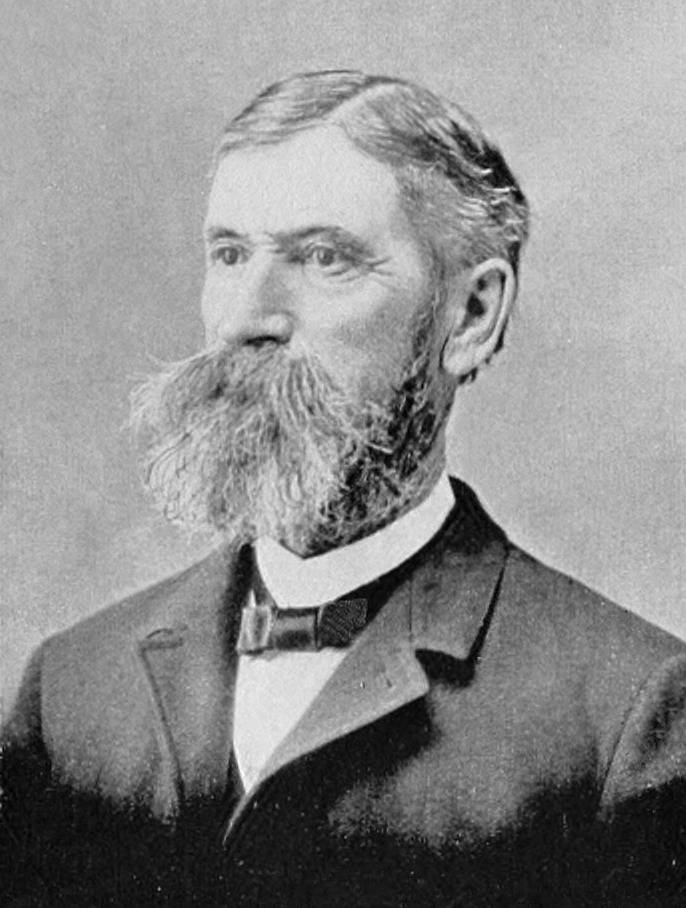
Eben Pomeroy Colton

Eben Pomeroy Colton (* 11. Februar 1829 in West Fairlee, Vermont; † 10. September 1895 in Irasburg, Vermont) war ein US-amerikanischer Geschäftsmann und Farmer, der von 1878 bis 1880 Vizegouverneur von Vermont war.

## Leben
Als Ebenezer Pomeroy Colton, aber üblicherweise E. Pomeroy Colton oder E. P. Colton genannt, wurde er in West Fairlee, Vermont geboren. Seine Familie zog nach Irasburg, als er 14 Jahre alt war. Nach Abschluss der Schule arbeitete er auf dem Bau, der Zimmerei und der Landwirtschaft.
Er war verheiratet mit Almira A. Bailey. Das Paar hatte drei Kinder.

## Politischer Hintergrund
Eigentlich Mitglied der United States Whig Party trat Colton 1850 bei deren Gründung der Vermonter Schwesterpartei der Republikanischen Partei bei. Er war Abgeordneter im Repräsentantenhaus von Vermont von 1859 bis 1860 und im Senat von Vermont von 1870 bis 1874. Nochmal ins Repräsentantenhaus wurde er 1876 gewählt.
Zum Vizegouverneur wurde Colton 1878 gewählt und dieses Amt übte er von 1878 bis 1880 aus.
Er war aktiver Freimaurer; ebenso war er in anderen bürgerlichen und brüderlichen Vereinigungen aktiv. Colton war von 1872 bis 1877 der erste Meister der Vermonter National Grange of the Order of Patrons of Husbandry.
Colton starb in Irasburg am 10. September 1895. Sein Grab befindet sich auf dem Irasburg Cemetery.